# Бодхи
Бо́дхи (санскр. बोधि) — термин, обозначающий на древнеиндийских языках пали и санскрите понятие «просветление», в более буквальном переводе может переводиться как «пробуждение». В буддизме достижение состояния бодхи является одной из основных целей духовной практики.
Хотя понятие «бодхи» принадлежит к буддийской традиции, его можно встретить в различных индийских философских школах и учениях.

## Этимология
Санскритский корень budh переводится словами в активном залоге: «будить, пробуждать, учить, изучать понимать, знать». Причастие прошедшего времени от глагола budh — buddha — «тот, кто будит, пробуждает, учит, понимает, знает». Соответственно, человек достигший бодхи — это, скорее, «пробуждающий» человек, чем человек «пробуждённый».

## История термина
В раннем буддизме бодхи было понятием, близким к понятию «нирвана» («покой», дословно: «угасание», санскр.), они различались только словесными описаниями, и что важно, расстановкой акцентов в том и другом понятии.
Под понятием «бодхи» подразумевалось «полнота знания» и угасание жадности (рага), ненависти (доса) и заблуждений (моха).
Позднее, в традиции буддизма Махаяны под нирваной подразумевалось угасание лишь жадности и ненависти, и только после преодоления заблуждений достигалось состояние бодхи (полнота разумения и умиротворение). Следовательно, в буддизме Махаяны, архат, достигший лишь нирваны, всё ещё подвержен заблуждениям, в то время как бодхисаттва не только достиг нирваны, но и полностью освободился от всяких иллюзий. Таким образом, тот, кто достиг бодхи, становился буддой.
В буддизме Тхеравады, бодхи и нирвана имеют сходные значения, как освобождение от жадности, ненависти и заблуждений.
В сутре Махапаринирваны (традиция Махаяны), состояние паринирваны также тождественно состоянию бодхи и является главной целью буддистской практики.

## В традиции тхеравады
В традиции тхеравады бодхи описывается как состояние пробуждения, достигнутое Сиддхартхой Гаутамой Шакьямуни Буддой и некоторыми его учениками; это исключительное, полностью свободное, йогическое состояние сознания. Иногда бодхи описывалось как «всецелое и совершенное осознание подлинной сущности мироздания». Человек, достигший бодхи, освобождался от круговорота сансары: рождения, страдания, смерти.
Обычно санскритское «бодхи» переводится словом «просветление» или «пробуждение». Термин связан с озарением и пониманием (совершенной мудростью), достигнутыми Буддой, и близок к понятию обретения святости в христианском мистицизме, что подразумевает слияние в индивидууме человеческого и Божественного начал. Хотя образ света весьма распространён во многих буддийских священных текстах, этимологически термины «бодхи» и «свет» никак не связаны. Более точно бодхи означает «пробуждение». Бодхи — это пробуждение ото сна и осознание действительной реальности. Итак, более точно воспринимать термин «бодхи» как «духовное пробуждение», чем как «просветление».
Состояние бодхи достигается после разрушения десяти уз, связывающих человеческую сущность с колесом сансары; после того, как усвоены Четыре Благородные Истины, все чувственные влияния на человека угасают (ниродха), уступая место высшему покою (ниббана). В сознании человека искореняются такие душевные качества, как жадность (лобха), отвращение (доса), обман (моха), невежество (санскр. — авидья, пали — авиджа), желание (танха) и эгоизм (санскр. — атма, пали — атта, досл.: «я»).
Бодхи — это конечная цель жизни любого буддиста (бхармакарья). Она достигается следованием Благородным восьмеричным путём (арьяаштангамарга), развитием добродетелей (парамита) и проникновением в глубину мудрости природы взаимообусловленных явлений.